# Lángos

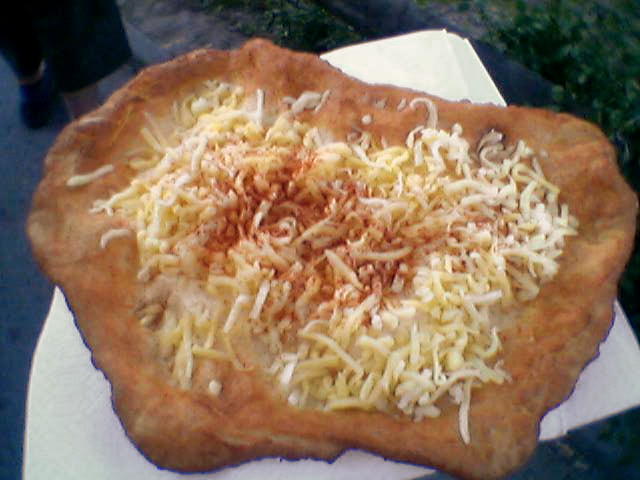
Lángos med riven ost och paprika.

Lángos (ungerskt uttal: ['la:ŋgɔʃ]) är en ungersk maträtt som består av jäst och friterad deg och som ofta serveras med salt. Vanliga ingredienser är gräddfil, riven ost och vitlöksolja. 
I Sverige blev lángos vanligare efter att ha serverats på Stockholms vattenfestival under 1990-talet.

## Bilder

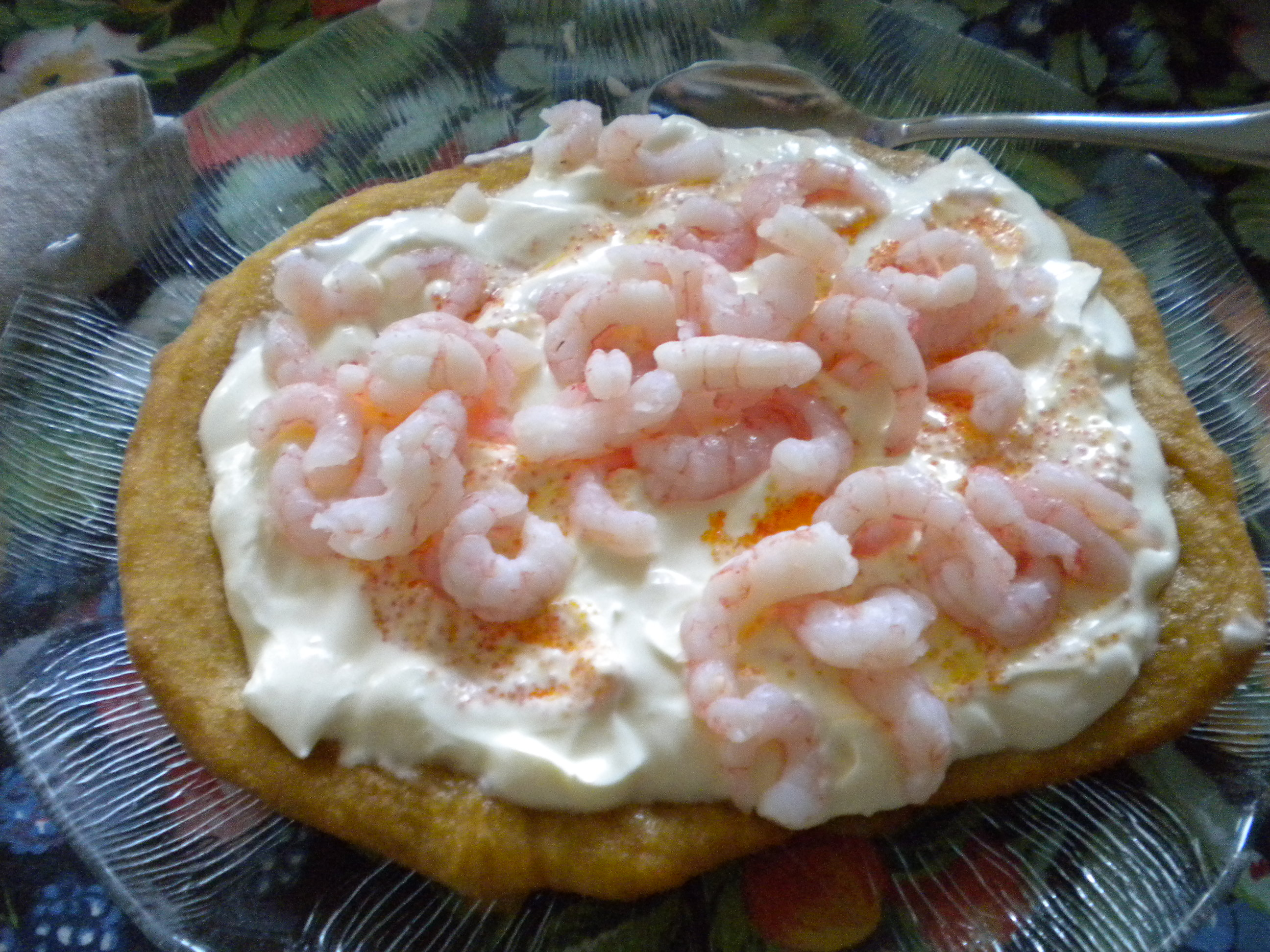
Lángos med räkor
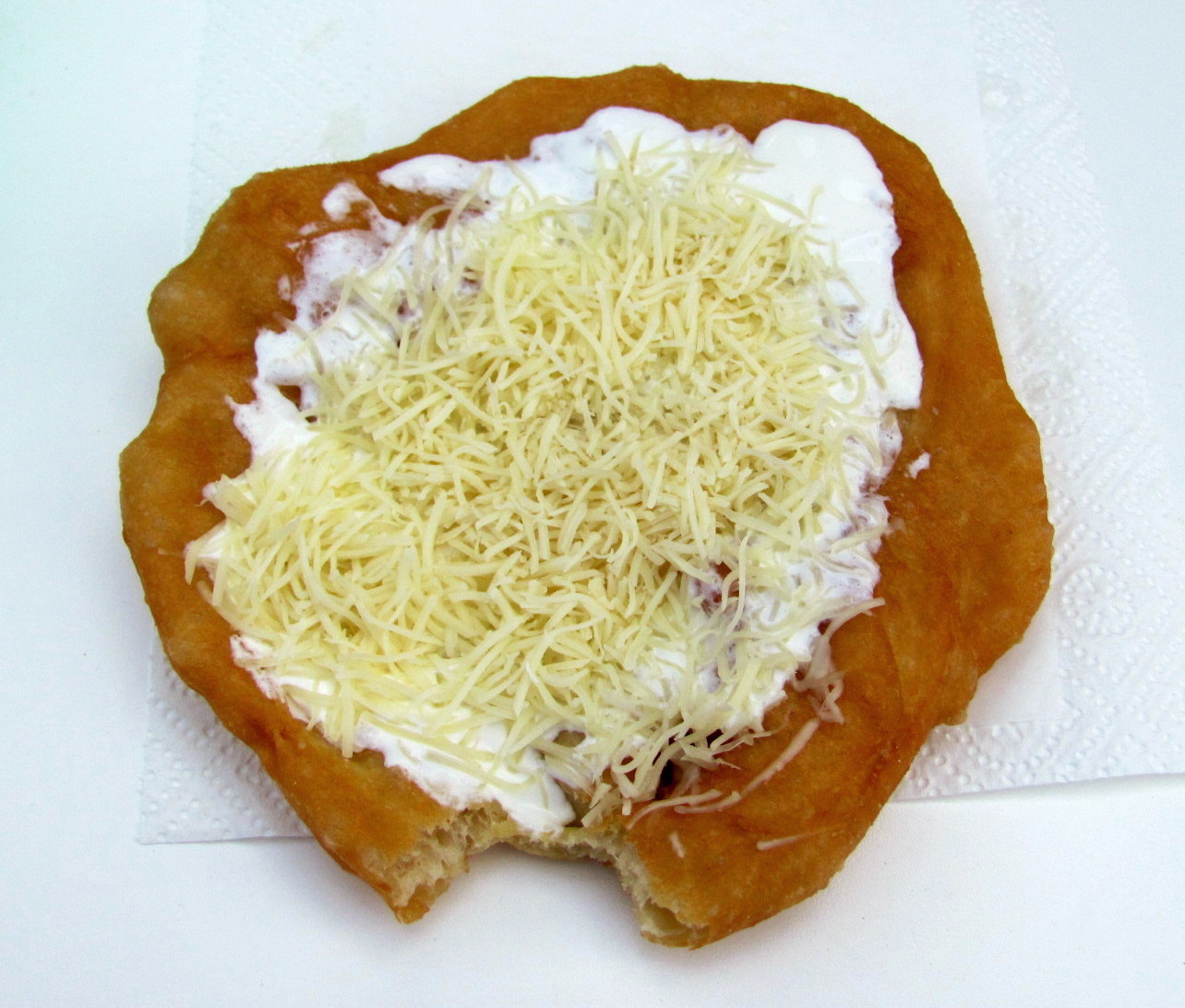
Lángos med ost och crème fraîche
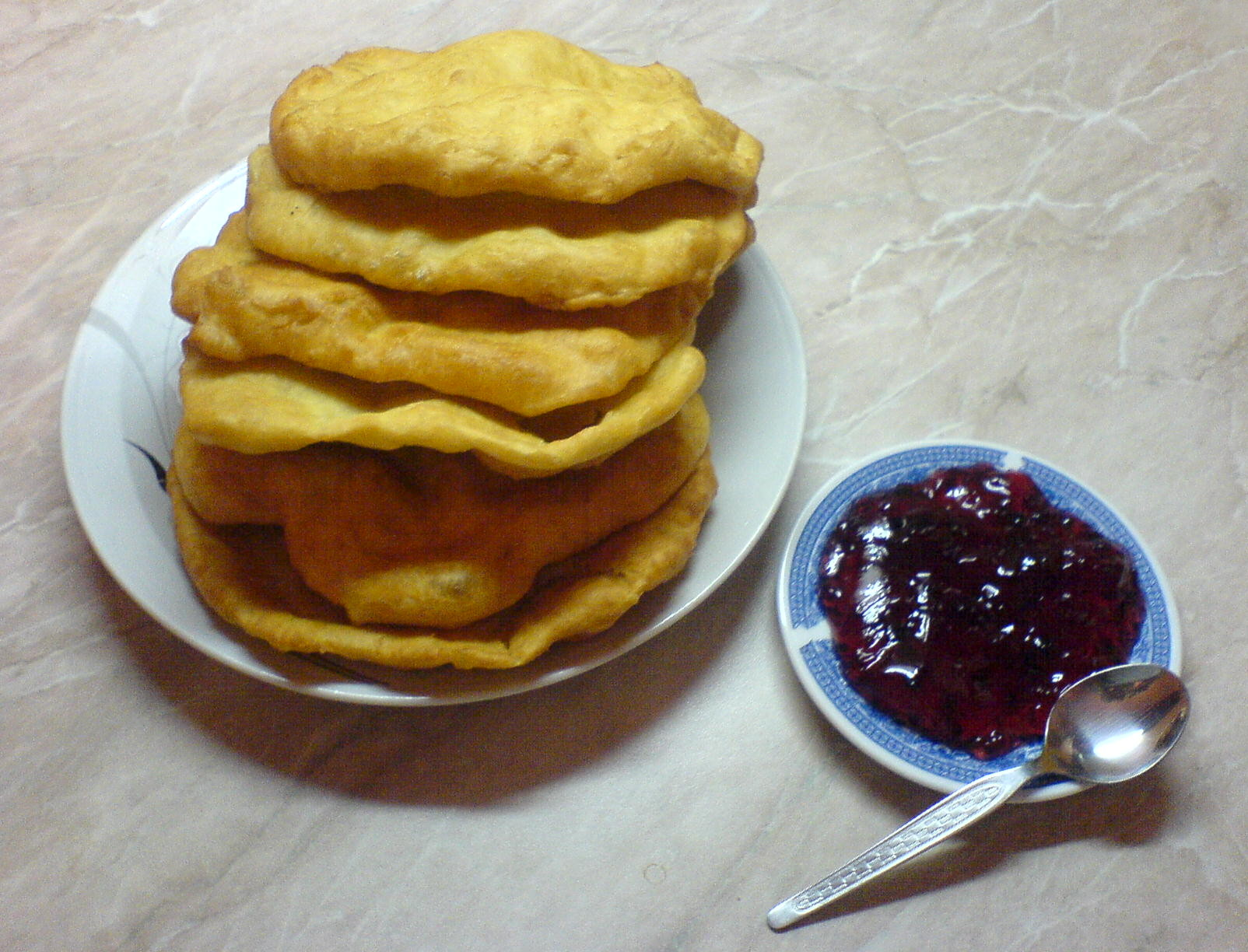
Lángos med sylt